# Хрустальный остров
«Хрустальный остров» — культурно-деловой центр, проект которого разрабатывался Норманом Фостером. Предполагаемым местом размещения была — Москва, Нагатинская пойма, изначально объявленным временем завершения работ — 2014 год. Небоскрёб высотой 450 м должен был иметь общую площадь внутренних помещений более 2,5 млн м², что сделало бы его самым вместительным зданием на планете. Стоимость реализации проекта оценивалась в 4 млрд долларов, главным инвестором собиралась выступить компания Russian Land Шалвы Чигиринского.

## Технические данные
Согласно проекту, «Хрустальный остров» должен был иметь высоту 450 м, при этом все полезные площади здания должны были быть сгруппированы ниже 150 м, на высоте около 300 м разместится смотровая площадка. По форме здание представляло бы собой конус с вогнутой боковой поверхностью. Диаметр основания — 700 м. Диагональная сетка с ромбическими ячейками на фасаде здания и гиперболоидная форма конструкции сближает Хрустальный остров с Шуховской башней.
«Хрустальный остров» планировался как «город в городе», содержащий в себе помещения разного предназначения: 800 тыс. м² планировалось отвести для проведения культурных мероприятий, 300 тыс. м² — под гостиницы (с общим числом номеров около 3000), 250 тыс. м² — под торгово-развлекательные и 250 тыс. м² под спортивные комплексы, площадь подземных парковок составит 423 тыс. м². Также в здании должны были разместиться 900 элитных квартир и международная школа для 500 учащихся.
Небоскрёб должен был получать часть электроэнергии от солнечных батарей и ветряных генераторов, в нём планировалась схема естественной вентиляции.
Предполагалось, что рядом с новым районом откроется дополнительная станция метро между «Автозаводской» и «Коломенской».

## История реализации проекта
14 декабря 2007 года предложение о размещении «Хрустального острова» в Нагатинской пойме было одобрено на заседании Общественного совета при мэре Москвы. С возражениями против строительства выступил только Алексей Клименко, вице-президент Академии художественной критики. По его мнению Хрустальный остров напоминает буддийскую ступу и чужд сложившемуся в Москве стилю застройки, поблизости от него находится Коломенское, восприятие которого может пострадать от изменения городской среды. Помимо этого, Нагатинская пойма является экологически опасным районом.
После отставки Юрия Лужкова с поста мэра Москвы проект был предан забвению.